# Oligarquía ucraniana

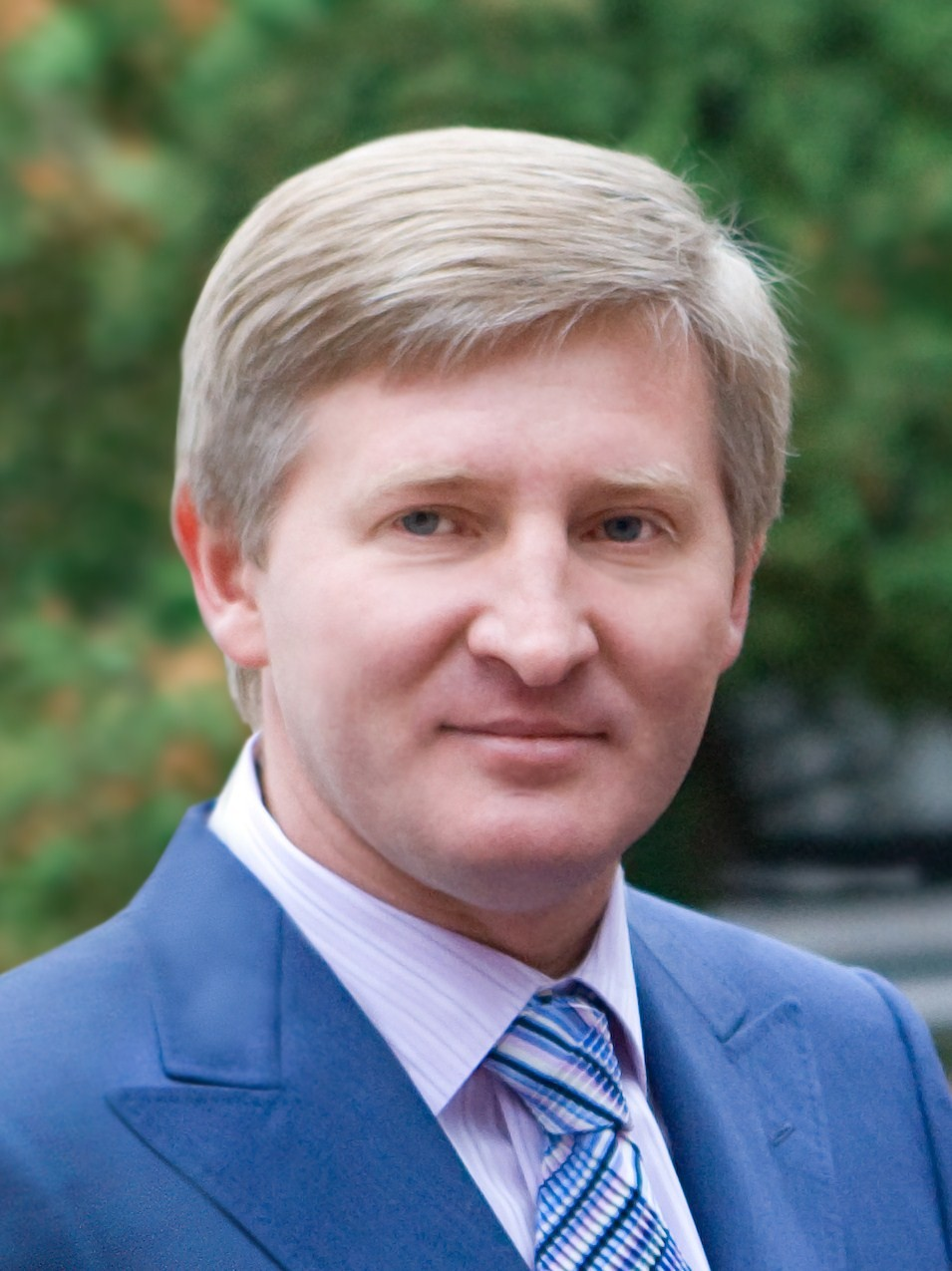
Rinat Ajmétov es actualmente el hombre más rico de Ucrania.

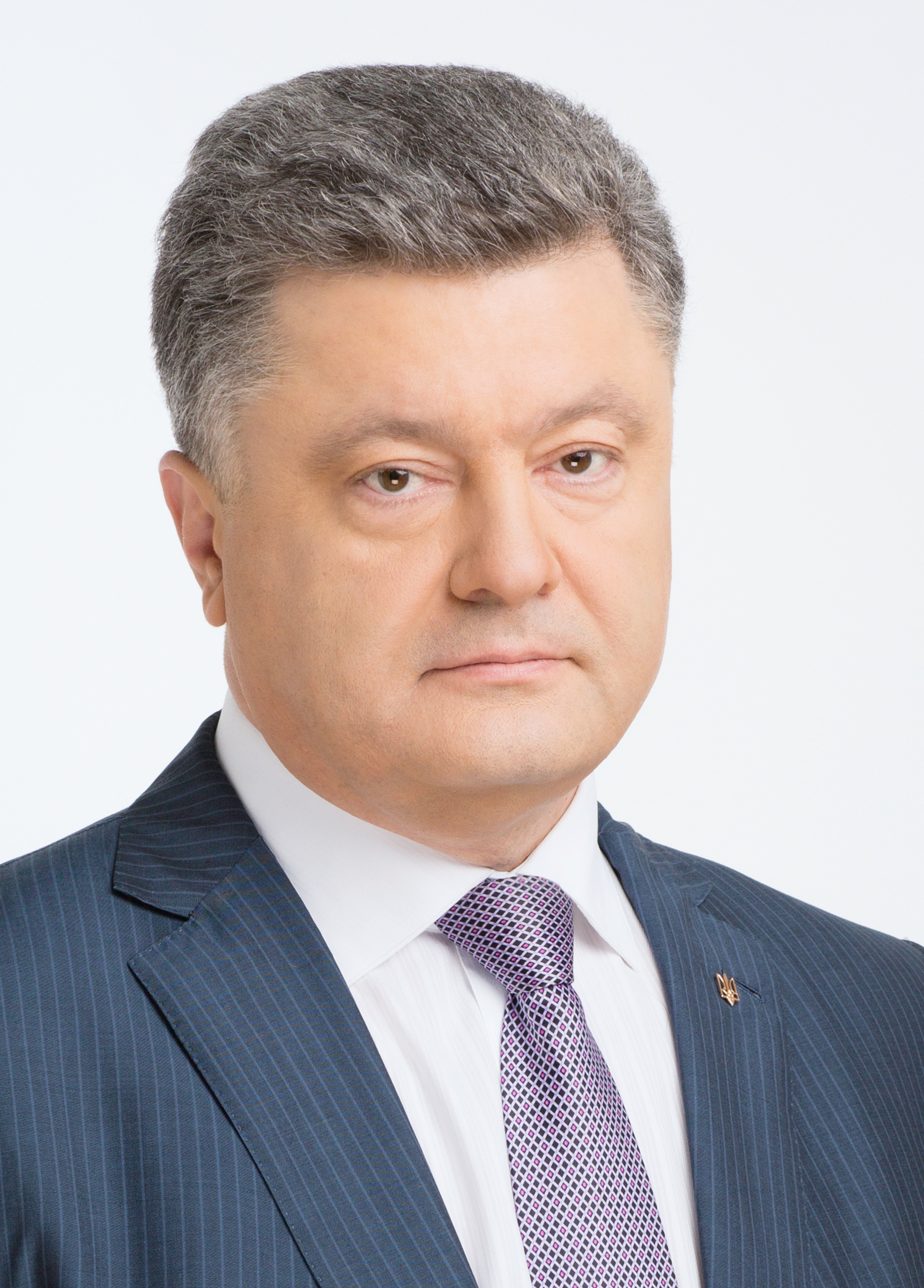
Petró Poroshenko ejerció como presidente de Ucrania entre 2014 y 2019, y es el séptimo oligarca más rico del país.

El término oligarcas ucranianos se emplea para referirse al reducido grupo de oligarcas empresariales que aparecieron rápidamente en el escenario económico y político de Ucrania en el período inmediato a su independencia de la Unión Soviética en 1991, de igual forma que ocurrió en la vecina Rusia.  En 2008, la riqueza combinada de los 50 oligarcas más ricos de Ucrania equivalía al 85% del PBI ucraniano. En noviembre de 2013, este número era del 45% (del PBI). En 2015, debido a la crisis ucraniana, el patrimonio neto total de los cinco ucranianos más ricos e influyentes (Rinat Ajmétov, Viktor Pinchuk, Ihor Kolomoyski, Henadiy Boholyubov y Yuri Kosiuk) habían caído de $21.6 mil millones en 2014 a $11.85 mil millones en junio de 2015.

## Uso del término
Los oligarcas generalmente se definen como hombres de negocios que tienen influencia directa tanto en la política como en la economía. Durante la década de 1990, los oligarcas surgieron como empresarios políticamente conectados que comenzaron de la nada y se enriquecieron mediante la participación en el mercado a través de conexiones con la corrupción, pero democráticamente electo, gobierno de Ucrania durante la transición del estado a una economía basada en el mercado. Más tarde, numerosos empresarios ucranianos han «tomado el control» de los partidos políticos (ejemplos de esto son el Partido de los Verdes de Ucrania, el Partido Laborista de Ucrania y el Partido Socialdemócrata de Ucrania) o fundaron nuevos para ganar escaños e influencia en la Rada Suprema, el parlamento ucraniano.
El surgimiento de los oligarcas se ha relacionado con los procesos de privatización de los activos de propiedad estatal. Estos procesos generalmente involucraban la distribución de títulos de propiedad de tales empresas, terrenos y bienes raíces, en una base igual para toda la población del país, a través de instrumentos tales como vales de privatización, certificados y cupones. Dadas las diferentes preferencias de las personas en relación con la aversión al riesgo, los títulos de propiedad se revenden fácilmente. Los empresarios que podrían proporcionar un capital de inversión inicial para cobrar dichos títulos de propiedad podrían llegar fácilmente a la propiedad de antiguas propiedades públicas.
La influencia de los oligarcas en el gobierno ucraniano es extrema. En 2011, algunos analistas y políticos ucranianos creían que algunos magnates de empresas ucranianas, con «relaciones lucrativas» con Rusia, estaban obstaculizando deliberadamente la integración de Ucrania en la Unión Europea.

## Lista de oligarcas por riqueza
En total, los 100 empresarios más ricos de Ucrania controlan alrededor de 44 500 millones de dólares, según la revista Forbes, lo que representa el 27 % del PIB de Ucrania en septiembre de 2021.
Los 10 principales oligarcas ucranianos son:
| Número | Oligarca                  | Fortuna        | Notas | Sancionado |
| ------ | ------------------------- | -------------- | --- | ---------- |
| 1      | Rinat Ajmétov             | $7600 millones | Generación y distribución de energía, extracción de carbón y mineral de hierro, metalurgia, industria de medios |            |
| 2      | Viktor Pinchuk            | $2500 millones | Laminación de acero, industria de medios                                                                        |            |
| 3      | Kostyantyn Zhevaho        | $2400 millones | Banca, fabricación de vehículos, extracción de mineral de hierro                                                |            |
| 4      | Íhor Kolomoiski           | $1800 millones | Banca, petróleo crudo                                                                                           | 2021       |
| 5      | Hennadiy Boholyubov       | $1700 millones | Banca |            |
| 6      | Oleksandr y Halyna Hereha | $1700 millones | Venta minorista                                                                                                 |            |
| 7      | Petró Poroshenko          | $1600 millones | Fabricación de vehículos, confitería                                                                            | 2020       |
| 8      | Vadym Novynskyy           | $1400 millones | Metalurgia, construcción naval, Iglesia Ortodoxa Rusa                                                           | 2022       |
| 9      | Oleksandr Yaroslavskyy    | $ 820 millones | Bienes raíces, metalurgia                                                                                       |            |
| 10     | Yuriy Kosiuk              | $ 780 millones | Agricultura, industria alimentaria                                                                              |            |